# Proutiana
Proutiana is een geslacht van vlinders van de familie spanners (Geometridae), uit de onderfamilie Ennominae.

## Soorten
- P. ferrorubrata (Walker, 1863)
- P. perconspersa (Prout, 1915)